# Théâtre russe de Riga
Le théâtre russe de Riga ou théâtre russe Michael Tchekhov (en letton : Mihaila Čehova Rīgas Krievu teātris) est un théâtre à Riga en Lettonie.

## Présentation
Fondé le 2 octobre 1883, il se situe au 16, Kaļķu iela en bordure de la Place de Livonie. 
Les représentations s'y déroulent en langue russe. Il s'agit du plus ancien des théâtres russes en dehors de la Russie,.
L'année 1912 est marquée par la collaboration de la troupe avec Alexandre Taïrov.
L'acteur et metteur en scène Michael Tchekhov s'y produit au printemps 1931, avant de se rendre à Paris. La collaboration se poursuit en 1932. Il y adapte Le Revizor de Gogol, Le Bourg de Stépantchikovo et sa population de Dostoïevski, La Nuit des rois de Shakespeare, Le Déluge de l'auteur suédois Henning Berger (sv). L'adepte de Constantin Stanislavski il enseigne également aux acteurs de la troupe La Méthode.